# 天晴
『天晴』（あっぱれ）は、1989年4月8日にサディスティック・ミカ・バンドが発表した4作目のオリジナル・アルバム。

## 制作
2代目ボーカルに桐島かれんを迎えて再結成された際に制作された、サディスティック・ミカ・バンドの13年ぶりのオリジナル・アルバムである。
作詞家には森雪之丞、サエキけんぞう、当時加藤和彦の妻だった安井かずみを起用している。また、ゲストミュージシャンとして参加した坂本龍一は、1985年の『国際青年年記念 ALL TOGETHER NOW』でのサディスティック・ミカ・バンド再結成メンバーとして参加している。

## 批評
| 専門評論家によるレビュー | 専門評論家によるレビュー |
| レビュー・スコア         | レビュー・スコア         |
| 出典                     | 評価                     |
| ------------------------ | ------------------------ |
| CDジャーナル             | 肯定的                   |

CDジャーナルは、「どちらかといえばユキヒロ色が濃いか。加藤先生のヴォーカルがもっと聴きたかった」と高橋が手がけた楽曲とリードボーカルの多さを指摘し、「出合いがしらの娯楽性は薄く、むしろ思わず力入れちゃったみたいなすげえ充実してるのがうれしく意外だった」と肯定的に評価している。

## チャート成績
オリコンチャートでは、最高3位を獲得した。

## リリース履歴
| No. | 日付          | レーベル                                    | 規格     | 規格品番                      | 最高順位 | 備考                            |
| --- | ------------- | ------------------------------------------- | -------- | ----------------------------- | -------- | ------------------------------- |
| 1   | 1989年4月8日  | 東芝EMI／イーストワールド                   | LP CT CD | RT28-5432 ZT28-5432 CT32-5432 | 3位      |                                 |
| 2   | 1994年3月23日 | 東芝EMI／イーストワールド                   | CD       | TOCT-8331                     |          | CD-BOX『PERFECT!』収録          |
| 3   | 2006年8月23日 | 東芝EMI／イーストワールド                   | CD       | TOCT-11165                    |          | 再発                            |
| 4   | 2013年7月24日 | ユニバーサル ミュージック／イーストワールド | SHM-CD   | TOCT-95191                    |          | 『絶対名盤』シリーズ SHM-CD仕様 |

## 収録曲
| #         | タイトル                            | 作詞               | 作曲                       | 時間  |
| --------- | ----------------------------------- | ------------------ | -------------------------- | ----- |
| 1.        | 「Boys & Girls」                    | 森雪之丞・小原礼   | 加藤和彦・高橋幸宏・小原礼 | 4:34  |
| 2.        | 「脳にファイアー! Brain's On Fire」 | サエキけんぞう     | 小原礼                     | 4:42  |
| 3.        | 「薔薇はプラズマ」                  | サエキけんぞう     | 高橋幸宏                   | 4:31  |
| 4.        | 「賑やかな孤独」                    | 森雪之丞           | 小原礼                     | 4:59  |
| 5.        | 「暮れる想い」                      | 高橋幸宏・森雪之丞 | 加藤和彦                   | 4:35  |
| 合計時間: | 合計時間:                           | 合計時間:          | 合計時間:                  | 23:21 |

| #         | タイトル                            | 作詞             | 作曲             | 時間  |
| --------- | ----------------------------------- | ---------------- | ---------------- | ----- |
| 6.        | 「42℃のピクニック」                 | 森雪之丞・小原礼 | 高橋幸宏         | 4:52  |
| 7.        | 「ダシール・ハメット&ポップコーン」 | 安井かずみ       | 加藤和彦         | 4:16  |
| 8.        | 「UN COCO LOCO」                    | 桐島かれん       | 高中正義         | 5:45  |
| 9.        | 「愛と快楽主義者」                  | 森雪之丞         | 小原礼・高橋幸宏 | 4:59  |
| 10.       | 「7 days, at last!」                | 安井かずみ       | 加藤和彦         | 5:51  |
| 合計時間: | 合計時間:                           | 合計時間:        | 合計時間:        | 25:43 |

## 楽曲解説

### A面
1. Boys & Girls
  - マツダ・ファミリアCMソング[2]。
2. 脳にファイアー! Brain's On Fire
  - バック・コーラスに忌野清志郎が参加している。
3. 薔薇はプラズマ
4. 賑やかな孤独
5. 暮れる想い

### B面
1. 42℃のピクニック
2. ダシール・ハメット&ポップコーン
3. UN COCO LOCO
4. 愛と快楽主義者
  - シングル「Boys & Girls」のカップリング曲。
5. 7 days, at last!

## 参加ミュージシャン
サディスティック・ミカ・バンド
- 加藤和彦 - Vocals, Guitars, Keyboards
- 小原礼 - Vocals, Bass, Keyboards
- 高橋幸宏 - Vocals, Drums, Keyboards
- 高中正義 - Guitars
- 桐島かれん - Vocals

ゲスト・ミュージシャン
- 坂本龍一 - Keyboards (#3, #4)
- 小林武史 - Keyboards (#1, #6, #7)
- 佐藤博 - Hammond Organ (#2, #6, #9)
- 清水靖晃 - Saxophones (#5, #9, #10)
- 忌野清志郎 - Backing Vocals (#2)